# Trygodes solaniferata
Trygodes solaniferata là một loài bướm đêm trong họ Geometridae.